# Antenkapitell
Das Antenkapitell ist der obere Abschluss eines Antenpfeilers. Die Ansichtsseiten des Kopfstücks sind dekorativ durchgebildet, wobei Astragale, Kymatien, Perlstäbe und andere Schmuckelemente Anwendung finden.

## Weblink
- Antenkapitell in der Rekonstruktion der Propyläen